# Rádio Nacional do Rio de Janeiro
Rádio Nacional do Rio de Janeiro é uma emissora de rádio brasileira sediada na cidade do Rio de Janeiro, capital do estado homônimo. Opera no dial AM, na frequência 1130 kHz e em FM na frequência 87,1 MHz. A emissora pertence a Empresa Brasil de Comunicação (EBC), órgão do Governo Federal responsável pela administração das emissoras de rádio e TV educativas do país. Além disso é uma das geradoras da Rede Nacional de Rádio, juntamente com a Rádio Nacional de Brasília. Seus estúdios estão na sede da TV Brasil Rio de Janeiro na Lapa, e sua antena de transmissão está no Loteamento Jardim da Luz, na Ilha de Itaoca, em São Gonçalo.
A emissora foi a primeira a ter alcance em praticamente todo o território do Brasil. Tinha, então, o prefixo PRE-8, com o qual também era identificada pelos ouvintes. Tornou-se um marco na história do rádio brasileiro. Até a 1975 operava em 980 kHz e, desde então, opera na faixa de 1130 kHz, com o prefixo ZYJ-460.

## História

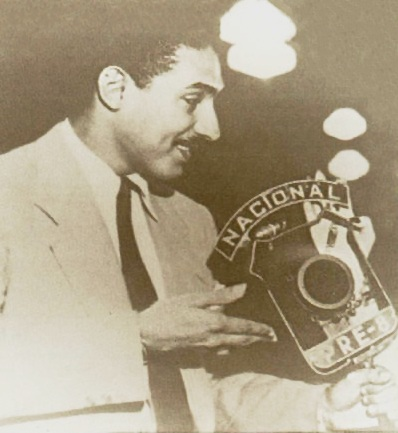
Dorival Caymmi em 1938, com o microfone da Rádio Nacional, PRE-8

Quando foi criada, em 12 de setembro de 1936, a transmissão teve início às 21 horas, com a voz de Celso Guimarães, que anunciou: "Alô, alô Brasil! Aqui fala é a Rádio Nacional do Rio de Janeiro!". Depois, vieram os acordes de "Luar do Sertão" e uma bênção do Cardeal da cidade. Inicialmente uma empresa privada, foi estatizada pelo Estado Novo de Getúlio Vargas em 8 de março de 1940 que a transformou na rádio oficial do Governo brasileiro.
Mais interessado no poder e na penetração do rádio como instrumento de propaganda o Estado Novo permitiu que os lucros auferidos com publicidade fossem aplicados na melhoria da estrutura da rádio o que permitiu que a Rádio Nacional mantivesse o melhor elenco de músicos, cantores e radioatores da época, além da constante atualização e melhoria de suas instalações e equipamentos.
Em 1941, a Rádio Nacional apresentou a primeira radionovela do país, "Em busca da Felicidade" e, em 1942, inaugurou a primeira emissora de ondas curtas, fato que deu aos seus programas uma dimensão nacional.
A rádio também contava com programas de humor como: "Edifício Balança mas não cai" que contava com Paulo Gracindo, Brandão Filho, Walter D’Ávila, entre outros, e "PRK-30" que simulava uma emissora clandestina que "invadia" a frequência da Rádio Nacional, o programa era escrito, dirigido e apresentado por Lauro Borges e Castro Barbosa, ele parodiava outros programas, inclusive da própria Rádio Nacional, propagandas e até cantores e músicas.
Foi pioneira também no radiojornalismo quando, em 1941, durante a II Guerra Mundial, criou o Repórter Esso. Criado basicamente para noticiar a guerra sob o ponto de vista dos aliados, o Repórter Esso acabou criando um padrão inédito de qualidade no radiojornalismo brasileiro que, até então, limitava-se a ler no ar as notícias dos jornais impressos. Com o seu modo austero e preciso de noticiar, o Repórter Esso fez escola e serviu de modelo para diversos outros programas de notícias que se seguiram, até mesmo na televisão. O Repórter Esso ficou no ar até 1968 e seu slogan era: "a testemunha ocular da história". Teve como seus maiores locutores Heron Domingues, Celso Guimarães, César Ladeira, entre outros.
Dos anos 1930 até o final dos anos 1950, o rádio possuía um enorme "glamour" no Brasil. Ser artista ou cantor de rádio era um desejo acalentado por milhares de pessoas, especialmente os jovens. Pertencer ao "cast" de uma grande emissora como a Rádio Nacional era suficiente para que o artista conseguisse fazer sucesso em todo o país e obtivesse grande destaque e prestígio.
Em 1977, a Unidos de São Carlos (atual Estácio de Sá) homenageou a Rádio Nacional com o enredo "Alô, alô, Brasil, 40 anos de Rádio Nacional" e ficou em 10°Lugar entre 12 agremiações, sendo rebaixada.
Atualmente, parte significativa do acervo da Rádio encontra-se no Museu da Imagem e do Som, do Rio de Janeiro. Trata-se da "Coleção Rádio Nacional", constituída por 31 mil discos de 78 rpm, mais os discos de acetato referentes a 5.171 programas, 1.873 de gravações musicais inéditas, 88 de prefixos, 82 de "jingles" e 7 de efeitos, todos já copiados em CDs. Há, ainda, cerca de 20 mil arranjos e 1.836 "scripts".
Em 2012, a Rádio Nacional deixou o Edifício A Noite, que foi sua sede por 76 anos, por ocasião da sua reforma, e se instalou na sede da TV Brasil Rio de Janeiro na Lapa. A previsão era de que após a conclusão da reforma do edifício em 2016, a emissora retornasse ao local, no entanto, a Secretaria de Patrimônio da União anunciou o leilão do prédio, com um contrato de permuta onde a vencedora do leilão terá que construir uma sede nova para a emissora e o Instituto Nacional da Propriedade Industrial.
Em 7 de maio de 2021, a EBC iniciou as transmissões da Rádio Nacional em FM em caráter experimental na frequência 87,1 MHz de banda estendida.